# Język prarumuński

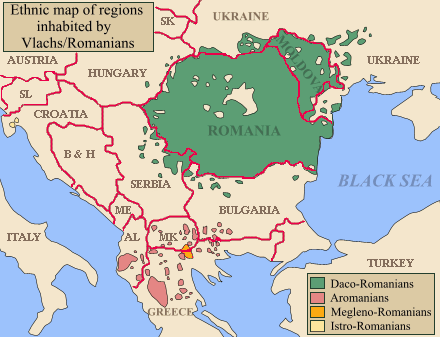
Mapa Półwyspu Bałkańskiego z zaznaczonymi terenami zamieszkiwanymi współcześnie przez ludy wschodnioromańskie.

Język prarumuński (protoromână, spotykane są także określenia străromână „dawny rumuński” i română comună „wspólny rumuński”) – rekonstruowany prajęzyk, wywodzący się z łaciny ludowej wspólny przodek języków wschodnioromańskich: arumuńskiego, istrorumuńskiego, meglenickiego i (dako)rumuńskiego, używany do IX wieku przez przodków Rumunów, Arumunów, Istrorumunów, Meglenorumunów oraz innych historycznych grup etnicznych identyfikowanych jako Wołosi. Podstawą do rekonstrukcji jest obecność we wszystkich czterech językach wschodnioromańskich wspólnych innowacji, odróżniających je z jednej strony od łaciny ludowej, a z drugiej – od pozostałych języków romańskich. 
Język dalmatyński oraz niepoświadczone odmiany łaciny, które wywarły wpływ na język albański, którymi również mówiono na Bałkanach, nie wywodzą się z prarumuńskiego, ale dzieliły z nim część zmian fonetycznych. Relacja odmian panońskich z prarumuńszczyzną jest nieznana.